# Stazione di Villasanta Parco
La stazione di Villasanta Parco è una stazione ferroviaria posta sulla linea Monza-Molteno, a servizio dell'omonimo comune.

## Storia
In origine portava il nome di La Santa-Villa San Fiorano e fino al 10 dicembre 2022 il nome ufficiale della stazione era semplicemente Villasanta

## Strutture e impianti
Il fabbricato viaggiatori è un edificio a due piani, in cui è presente una sala d'attesa, delle obliteratrici per biglietti cartacei e un terminale video con partenze e arrivi aggiornato in tempo reale. Sul lato nord è presente il fabbricato dei servizi igienici, mentre sul lato sud è presente un piccolo magazzino.
La stazione conta due binari per il servizio passeggeri. L'accesso al binario 2 avviene tramite attraversamento del binario 1 su apposita pedana.

## Movimento
La fermata è servita dai treni della linea S7 (Milano-Monza-Molteno-Lecco), con frequenza semioraria nelle ore di punta (in direzione Milano la mattina e verso Lecco la sera) ed oraria nel resto della giornata, oltre che da  una coppia di treni limitata a Besana nel primo pomeriggio.

## Parco di Monza
La stazione si trova nelle vicinanze dell'ingresso "Porta di Villasanta" del Parco di Monza (Viale Cavriga), il quale è raggiungibile anche a piedi con un percorso di circa 900 metri - attraverso le strade della cittadina - utilizzando le scale del sottopassaggio stradale di Via Matteotti, sito circa 230 metri a sud della stazione lungo il tracciato ferroviario.
Il Parco di Monza è accessibile dalla stazione a piedi anche tramite due percorsi inferiori al chilometro, tramite la porta pedonale nei pressi della cascina Molini Asciutti oppure, passando per il centro di Villasanta, tramite la porta nei pressi del bar Isolino, verso la cascina Molini San Giorgio.